# Llista d'artiodàctils del Solsonès
Els mamífers de l'ordre dels artiodàctils presents al Solsonès pertanyen a tres famílies: els bòvids, els cèrvids i els súids.

## Bòvids

### Isard

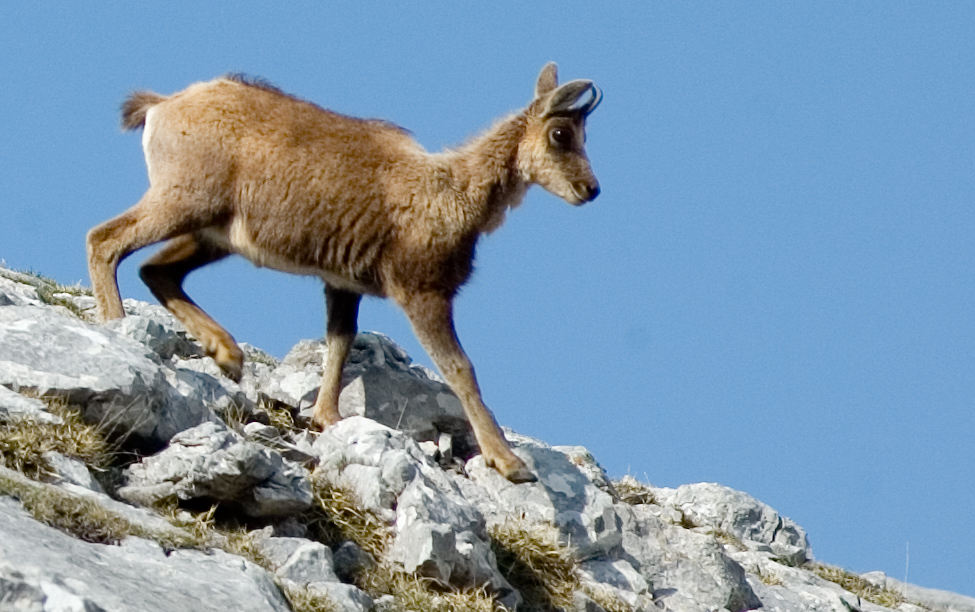
Isard

L'isard és una espècie que al primer quart del segle xx va quedar reclòs en alguns indrets muntanyosos del territori català, però a partir de 1966, amb la creació de les reserves nacionals de caça, la població va començar a recuperar-se i a estendre's.
Al Solsonès aquesta espècie típica de l'alta muntanya també s'ha recuperat i actualment és molt abundant al terç nord de la comarca. És present des de la serra de Turp fins a la d'Ensija al llarg de totes les àrees de més altitud i és especialment abundant al massís del Port del Comte. En època de cria també s'ha trobat en zones d'altituds inferiors com ara la Móra Comdal, al serrat de la Font Vella, als Bastets, a Busa i altres serres al nord de Busa.
A l'hivern es desplaça cap a zones encara més baixes i llavors és fàcil de poder veure'l a qualsevol punt de la meitat nord de la comarca, sempre que disposi d'ambients oberts amb cingleres i roquissars. En aquesta època, per exemple, és fàcil de veure'l a les lleres del pantà d'Oliana on s'apleguen un bon nombre d'exemplars que provenen de les serres de Turp i de l'Obac. L'any 2005, en el conjunt del Port del Comte, muntanya d'Alinyà i serra del Verd se'n van censar un total de 268 exemplars.

### Mufló
El mufló és una espècie originària de l'illa de Còrsega que a Catalunya ha estat introduïda en algunes reserves nacionals de caça i en tancats cinegètics a partir dels anys setanta. Al Solsonès hi ha un nucli en creixement a la finca privada de Costafreda (Lladurs), juntament amb altres ungulats com cérvols i daines. Se'n van portar 14 o 15 exemplar cap a finals dels anys vuitanta i actualment ja n'hi ha un centenar.

## Cèrvids

### Cabirol

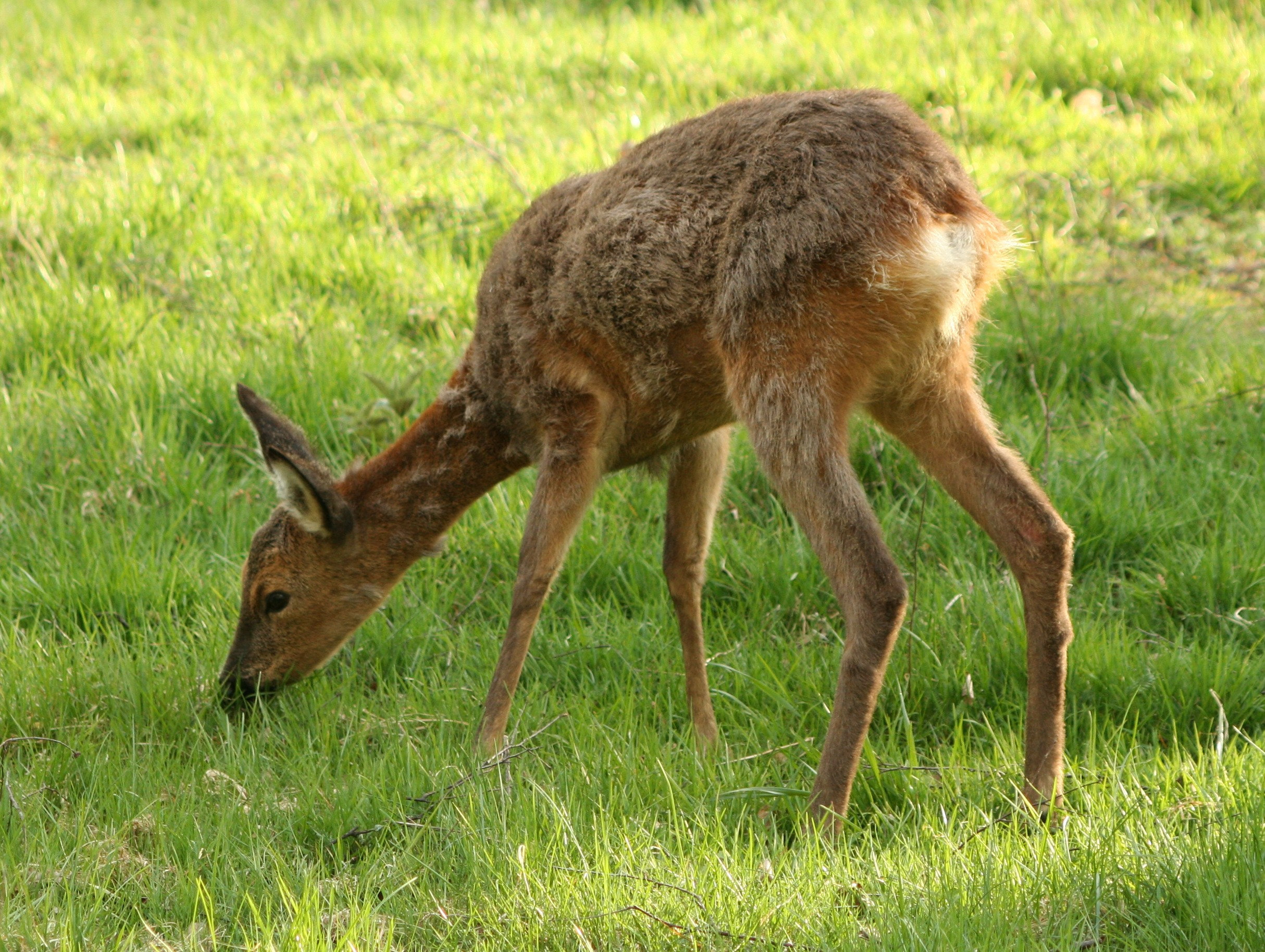
Cabirol

El cabirol és una espècie que al Solsonès ocupava les zones forestals fins a la segona meitat del segle xviii. En aquella època, però, va ser molt perseguida fins al punt de portar-la a l'extinció i va estar-ne absent fins que es van realitzar, per iniciativa de la societat de caça de Guixers, l'alliberament de 14 exemplars a la font del Pi el juliol de 1996. L'any següent se'n van alliberar 16 femelles i 10 mascles més al mateix indret.
La seva aclimatació va ser bona i l'espècie va anar colonitzant tota la meitat nord de la comarca. Alguns exemplars es van radiomarcar i es van seguir durant alguns anys. Es va veure que durant els primers anys es movien per una àrea no gaire gran al voltant de Guixers, des de Gósol a la Coma i els rasos de Peguera però a partir de l'any 2000 ja es van començar a veure exemplars lluny de les contrades inicials (cap al Port del Comte i al sud del riu Cardener). Tant és així que a mitjans de juny de 2000 es va atropellar un mascle que pesava 46 kg. a la gravera de la Ribera Salada i pels voltants es va observar una femella amb dues cries. Van ser nombrosos els caçadors que van veure'n exemplars pels entorns de Busa, Peà i, fins i tot, pels plans d'Olius i, com a dada excepcional però que fa palesa la capacitat de dispersió que té l'espècie, cal esmentar l'observació que se'n va fer d'alguns exemplars a prop d'El Miracle (Riner).
Actualment, aquesta espècie és comuna a tot el terç nord de la comarca, i de forma puntual al centre i al sud tot seguint la vall del Cardener i de la Ribera Salada.

### Cérvol

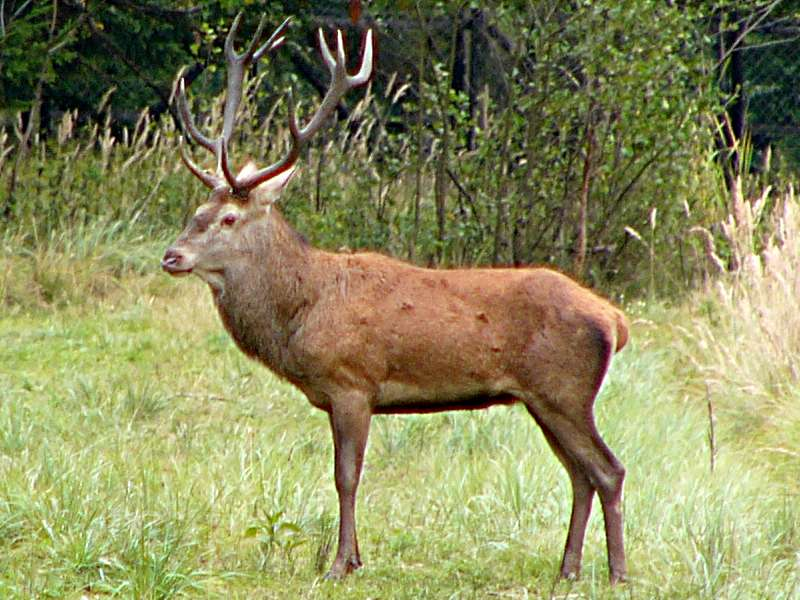
Cérvol

El cérvol és una espècie que al Solsonès es va extingir a principis del segle xix, però el 1985 es va introduir de nou a la comarca a la finca de Costafreda (Lladurs) on es van portar exemplars procedents de Burgos i Còrdova i actualment ja superen els 200 exemplars.
En estat salvatge, les primeres dades són de finals dels vuitanta a la zona de la Llosa del Cavall però no va ser fins al període 1997-2000 que se'n van començar a veure exemplars de forma regular al voltant de la citada finca cinegètica d'on s'havien escapat. Cap als anys 1999-2000 se'n van veure diversos exemplars a Timoneda (Lladurs) i cap a les parts altes d'Odèn, (costes del Call i la serra de la Garriga, que tant podrien correspondre a exemplars arribats de Costafreda (Lladurs) com de la reserva de Boumort.

### Daina
La daina és una espècie que, igual que el cérvol, va desaparèixer de la comarca ja fa segles, però que, igual que aquest, va ser reintroduïda a la finca de Costafreda (Lladurs) amb finalitats cinegètiques l'any 1984 amb exemplars provinents de l'Hosquillo (Conca) i actualment és força abundant, amb més de 100 exemplars.
Tot i que hi ha constància que hi ha hagut exmplars que s'han escapat de l'esmentada finca, sembla que, de moment, no hi ha cap població important en estat salvatge a la comarca.

## Suids

### Porc senglar

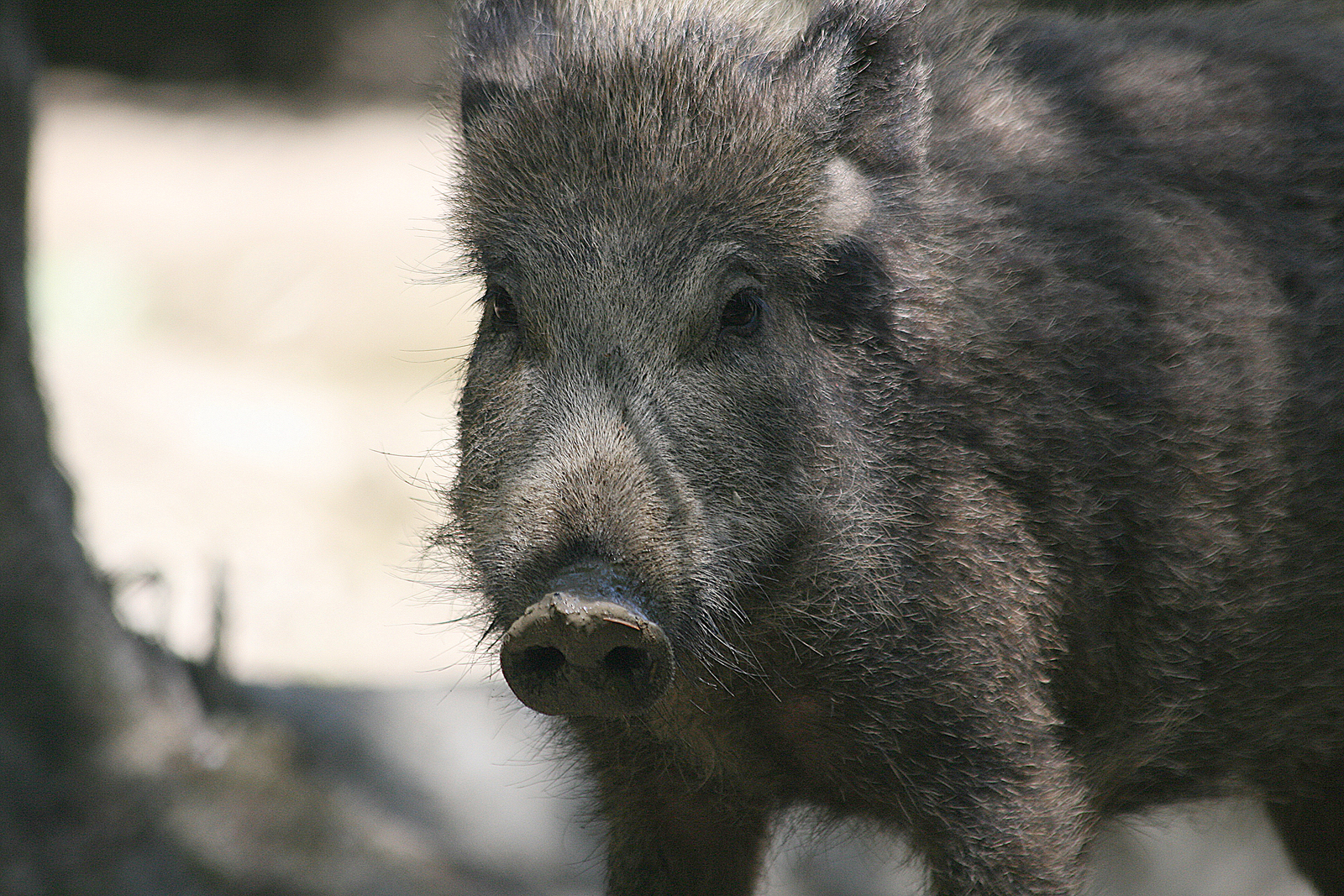
Porc senglar

El porc senglar és una espècie molt abundant al Solsonès i en augment poblacional des dels últims 25 anys a causa de l'increment de les superfícies forestals, la disminució dels seus depredadors naturals i la hibridació amb exemplars domèstics. No solament ha crecut en nombre sinó que, a més, s'ha expandit fins a arribar a ocupar la totalitat de la comarca, fins i tot les zones desforestades i cremades i els terrenys agrícoles i periurbans endinsant-se, fins i tot, en medis urbans, com s'ha pogut comprovar a la ciutat de Solsona.
Avui en dia les poblacions són massa elevades (a partir de rastres a la neu, a les pinedes subalpines d'Odèn i el Port del Comte,s'ha estimat una densitat de 4,5 individus/km), cosa que ocasiona greus problemes, tant al sòl, a conseqüència de les múltiples i repetides furgades, com a la fauna que cria a terra, com és el cas, per exemple, del gall fer comú.